# Polyptychus kelanus
Polyptychus kelanus är en fjärilsart som beskrevs av Jordan 1930. Polyptychus kelanus ingår i släktet Polyptychus och familjen svärmare. Inga underarter finns listade i Catalogue of Life.